# Echinocereus laui
Echinocereus laui  es una especie de planta fanerógama de la familia Cactaceae. Es endémica de Sonora en México. Es una especie común en lugares localizados.

## Descripción
Echinocereus laui crece con ramificación a partir de la base y forma grupos de hasta 20 individuos, que están oscurecidos en gran medida por las espinas. Los brotes son cilíndricos alcanzando hasta 10 cm de altura con 4 cm de diámetro. Tiene 14 a 16 costillas presentes, que se dividen en pequeñas protuberancias. Las ereolas con cuatro prominentes  espinas centrales de color marrón rojizo de hasta 3 cm de largo. Las 18 a 21 espinas radiales en forma de pelos con borde blanco tienen una longitud de 5 a 10 milímetros. Las flores con  forma de embudo son estrechas y de color rosa, aparecen cerca de las puntas de los brotes. Miden 3-6,2 centímetros de largo y alcanzan un diámetro 4-7,2 centímetros. Los frutos son verdes, marrones esféricos y están cubiertos con lana y delgadas  espinas marrones.

## Taxonomía
Echinocereus laui fue descrita por G.Frank y publicado en Kakteen And. Sukk. 29: 74 1978.
Etimología
Echinocereus: nombre genérico que deriva del griego antiguo: ἐχῖνος (equinos), que significa "erizo", y del latín cereus que significa "vela, cirio" que se refiere a sus tallos columnares erizados.
laui: epíteto otorgado en honor del botánico Alfred Bernhard Lau.